# Nicholas Bett (płotkarz)
Nicholas Bett (ur. 14 czerwca 1992 w Uasin Gishu, zm. 7 sierpnia 2018 w hrabstwie Nandi) – kenijski lekkoatleta specjalizujący się w biegach płotkarskich.
W młodości trenował siatkówkę.
W 2014 zdobył dwa brązowe medale mistrzostw Afryki: w biegu na 400 m przez płotki i w sztafecie 4 × 400 m.
W 2015 został mistrzem świata w biegu na 400 m ppł, pobijając czasem 47,79 s rekord kraju.
Wicemistrz Kenii na 400 m ppł z 2013 (z wynikiem 49,70), 2014 (z czasem 49,75) i 2015 roku (z czasem 49,09).
Zginął w wypadku samochodowym, po tym, jak stracił panowanie nad prowadzonym przez siebie pojazdem, trafił na wybój i wpadł do rowu.
Rekord życiowy w biegu na 400 metrów przez płotki: 47,79 s (Pekin, 25 sierpnia 2015), dawny rekord Kenii.